# Narcomedusae
Narcomedusae (Haeckel, 1879) è un ordine della classe Hydrozoa, caratterizzata da uno stadio polipoide assente o estremamente ridotto.

## Descrizione
Le narcomeduse hanno la campana a forma lenticolare, più spessa verso l'apice e sottile ai bordi. Non sono presenti però canali radiali. Al contrario degli altri idrozoi che hanno margini dell'esombrella continui, nelle narcomeduse sono presenti dei lobi molto marcati sopra i quali i tentacoli sono attaccati; i lobi sono quindi sempre di numero uguale ai tentacoli. Fra l'attaccatura del tentacolo ed il margine dell'ombrella è a volte presente un peronium, cioè una linea formata da cellule dell'ectoderma. I tentacoli stessi sono solidi e percorsi centralmente da un asse di cellule vacuolate a disco che prendono radice nella mesoglea, al margine dello stomaco. Verso la punta dei tentacoli sono presenti delle setole, in particolar modo nelle meduse giovani. Una singola fila di nematocisti è presente lungo la linea abassiale di ogni tentacolo.

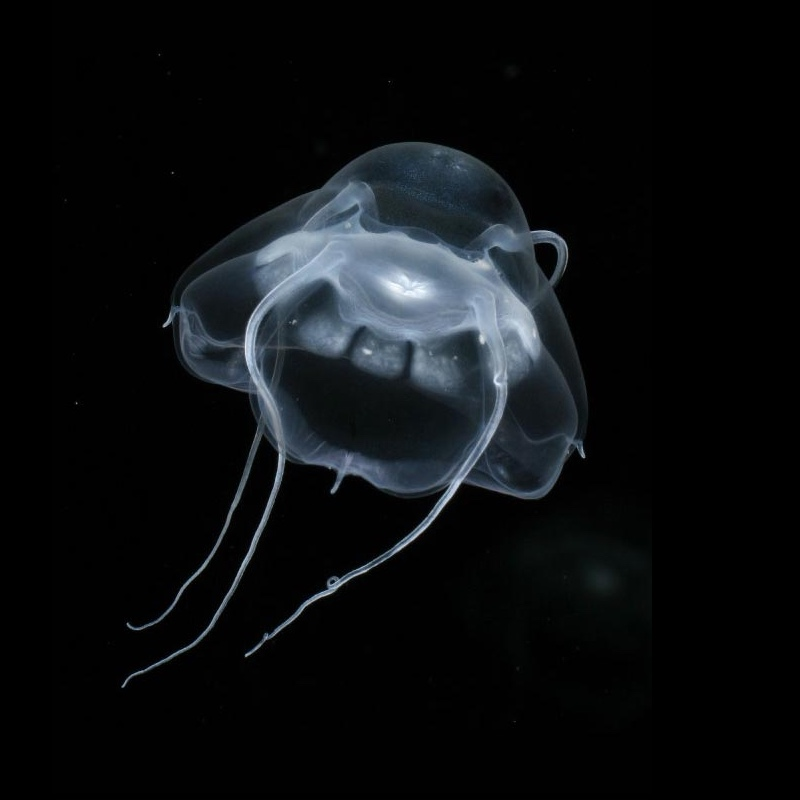
La Bathykorus bouilloni (Aeginidae) vive in acque profonde. Possiede quattro tentacoli, quattro peduncoli sensoriali e docici sacche gastriche.

Fra i lobi, sono presenti delle appendici sensoriali ai margini del velarium che possono presentarsi anche come estensioni dell'ectoderma al disopra dei margini stessi e che contengono ognuno una statocisti, ossia una vescicola contenente un corpo minerale detto statolite (o statolito) che dà alla medusa il senso dell'orientamento spaziale. Queste appendici sensoriali nascono da ispessimenti dell'ectoderma, formati da cellule endodermali, sopra i quali possono essere presenti dei piccoli apparati setolati che Haeckel chiama otoporpæ.
Lo stomaco è ampio, con il gastroderma che quasi raggiunge il bordo dello ombrella, ma il manubrio è generalmente assente o molto corto, eccezion fatta per la Cunina vitrea, dove si estende oltre il velarium. Lo stomaco può avere forma semplice oppure separarsi in diverse sacche gastriche rettangolari che si estendono nelle aree inter-tentacolari e verso il basso. Le gonadi si trovano al disopra della cavità gastrica, mentre la bocca, dotata di quattro labbra ha forma semplice.
Un canale ad anello può essere presente in alcune specie. Esso corre lungo i margini dei lobi dell'ombrella e verticalmente lungo il peronium, in una spirale che viene chiamata complessivamente: canale periferico.
Alcune forme aberranti non hanno ombrella e hanno forma vermiforme, con quattro barbigli per nuotare.
Le narcomeduse sono specie cosmopolite, presenti in tutti gli oceani, ma che vivono essenzialmente in mare aperto o in acque profonde.

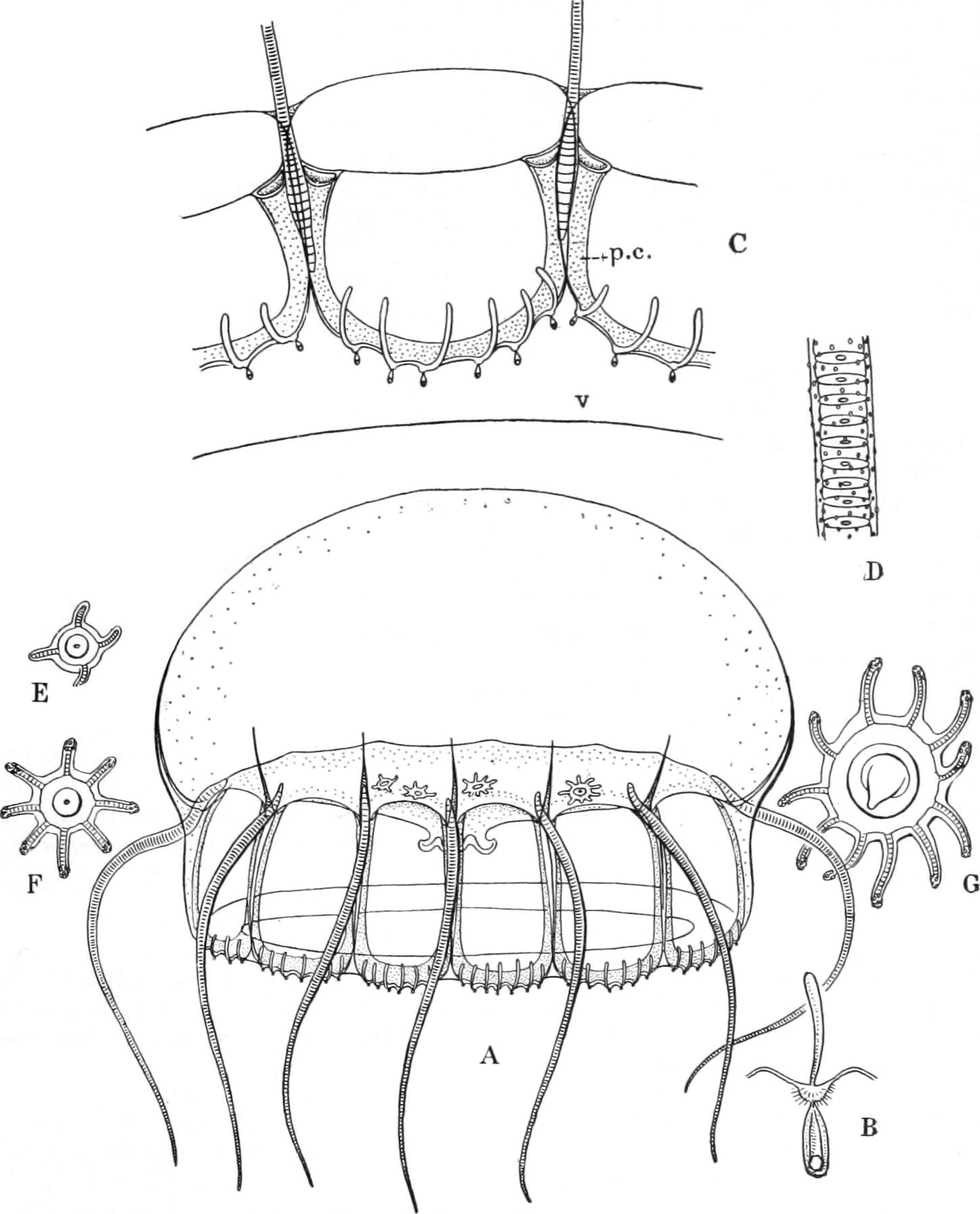
Cunina prolifera.
A. Medusa adulta con actinule nella cavità gastro-vascolare. B. Organo sensoriale e relativa otoporpa. C. Margine della campana, con velarium e canale ad anello (p.c.). D. Tentacolo (dettaglio). E, F, G. Stadi di crescita di meduse nuotanti nella cavità gastro-vascolare. (A.G. Mayer, Stazione zoologica di Napoli, inverno 1907-08).

## Ciclo vitale
Le narcomeduse possono riprodursi sia in modo asessuato che sessuato; a volte i due modi convivono simultaneamente in una stessa specie, alternandosi si diverse generazioni.
La riproduzione asessuata avviene per gemmazione di un'actinula, uno stadio larvale intermedio fra la planula e la medusa, che si sviluppa poi in un individuo adulto; questo è il caso del genus Solmundella, per esempio. L'ombrella della giovane medusa si sviluppa dai bordi della larva actinula, che già possiede dei tentacoli embrionali, fino a raggiungere le dimensioni adulte; questa caratteristica distingue l'ordine da quello della Anthomeduse e Leptomeduse, dove i tentacoli crescono nel polipo dove l'ombrella si è già formata
La riproduzione sessuata fra due meduse di sesso opposto produce delle uova che si sviluppano in un'actinula e poi in una piccola medusa con quattro tentacoli.

### Parassitismo
I generi di narcomeduse Cunina e Pegantha hanno dei comportamenti parassiti durante alcuni stadi della crescita. Le larve si sviluppano infatti nella cavità gastro-vascolare dei genitori, di altre meduse della stessa specie o addirittura in altri idrozoi.
Nella Cunina probosciedea del Mediterraneo, le uova si sviluppano nell'ectoderma, ma poi migrano nell'endoderma, dove vengono fertilizzate. Lì rimangono fintanto che le giovani meduse non sviluppano i primi tentacoli, degli organi sensoriali rudimentali, l'ombrella ed il velarium, ma senza che appaia la mesoglea. Una volta mature, le giovani femmine degeneri e riempite di materiale riproduttivo, escono dalla cavità gastro-vascolare della madre e rilasciano in acque libere le proprie uova, che vengono a loro volta fecondate e si trasformano in planule che si fissano nello stomaco o sulle labbra di altre meduse, del genere Geronya o Turritopsis. Lì si sviluppano finché non si riproducono asessualmente, producendo una nuova generazione di actinule liberate in acque libere.

## Tassonomia
Tradizionalmente, le narcomeduse erano divise da Haeckel in due sottordini: Porpylotæ (con otoporpæ) e Cordylotæ (senza otoporpæ)
La suddivisione dell'ordine secondo un singolo tratto somatico portava poi ad avere famiglie diverse che di fatto avevano caratteristiche abbastanza vicine fra di loro.
Nel 1910, Mayer divise le narcomeduse in due famiglie: Solmaridae (senza sacche gastriche esterne) e Æginidae (con sacche gastriche marginali lungo gli stessi raggi dei tentacoli); le Æginidae erano divise a loro volta in due sottofamiglie (Ægininae e Cunanthinae) a seconda della forma e posizione delle sacche gastriche.
Oggi, secondo World Register of Marine Species, l'ordine delle Narcomedusae è suddiviso in cinque famiglie:
- Aeginidae Gegenbaur, 1857
- Csiromedusidae Gershwin & Zeidler, 2010
- Cuninidae Bigelow, 1913
- Solmarisidae Haeckel, 1879
- Tetraplatidae Collins et al., 2008

### Filogenia molecolare delle Narcomedusae
Studi genetici sul DNA di alcune specie dell'ordine delle Narcomeduase hanno rivelato che l'ordine tassonomico comunemente usato, non riflette le relazioni nate dall'evoluzione del gruppo, benché confermi la monofilia delle narcomeduse. In particolare, le fasi parassitiche, come la presenza di otoporpæ e tentacoli secondari, sono molto più significativi geneticamente che la presenza e la forma delle sacche gastriche, le quali appaiono essere caratteri secondari che rivelano molto poco le relazioni evolutive fra specie.
Ad esempio, la presenza di tentacoli secondari indica il genere Aeginura (Haeckel, 1879) come un clade ben differenziato dalle altre narcomeduse. Di contro, Solmundella e Aegina formano un clade a sé, parallela ad un altro clade che ingloba i generi Solmissus e Solmaris. Come detto sopra, Cunina e Pegantha sono i due unici generi per cui è documentato un parassitismo durante alcune fasi della crescita; geneticamente essi formano un clade unico che potrebbe testimoniare di uno stadio dove la fase polipoide abbia acquisito o riacquisito un'importanza evolutiva.